# Giuseppe Motta
Giuseppe Motta (29. prosince 1871 Airolo – 23. ledna 1940 Bern) byl švýcarský politik a diplomat. 
Byl synem hoteliéra Sigismonda Motty, člena Velké rady kantonu Ticino. Studoval práva na Freiburské univerzitě, studium dokončil summa cum laude na Ruprechto-Karlově univerzitě v Heidelbergu a pracoval jako notář. Vstoupil do konzervativně zaměřené Křesťansko-demokratické lidové strany, za kterou byl v roce 1899 zvolen poslancem Národní rady. Patřil ke stoupencům modernizace strany, prosazoval udělování azylu politickým uprchlíkům a zavedení poměrného volebního systému. V roce 1911 se stal členem Spolkové rady, jeho zvolení bylo vstřícným krokem vůči italsky hovořícím Švýcarům. V radě zasedal 28 let, v letech 1912 až 1919 byl ministrem financí a v letech 1920 až do své smrti ministrem zahraničí. Pětkrát zastával úřad prezidenta (1915, 1920, 1927, 1932 a 1937). Působil také v dobročinné organizaci Pro Juventute a byl prvním katolíkem ve výboru Mezinárodního červeného kříže. 
Byl stoupencem vstupu Švýcarska do Společnosti národů, který byl v roce 1920 schválen v referendu. Vedl švýcarskou delegaci u SN a v letech 1924–1925 byl předsedou Valného shromáždění SN. Byl radikálním antikomunistou a odmítal přijetí Sovětského svazu do Společnosti národů. V roce 1932 byl čestným předsedou Světové konference o odzbrojení v Ženevě. Jako švýcarský ministr zahraničí usiloval z ekonomických a geostrategických důvodů o dobré vztahy s fašistickou Itálií, Švýcarsko proto jako první neutrální stát uznalo italskou anexi Etiopie. V roce 1937 byl nominován na Nobelovu cenu za mír. V Ženevě je po něm pojmenována Avenue Giuseppe-Motta. Ženevský institut pro demokracii a rozvoj uděluje od roku 2004 Medaili Giuseppeho Motty za zásluhy o mír a demokracii. 